# Hamza Bouhadi
Hamza Bouhadi (en arabe : حمزة بوهادي), né le 7 octobre 2008 à Rabat, est un footballeur marocain qui joue au poste d'arrière droit au FUS Rabat.

## Biographie

### Carrière en club
Né à Rabat en Maroc, Hamza Bouhadi est formé par le FUS Rabat, où il s'illustre d'abord avec les équipes de jeunes.

### Carrière en sélection
En mars 2025 Hamza Bouhadi est convoqué avec l'équipe du Maroc des moins de 17 ans pour participer à la Coupe d'Afrique des nations des moins de 17 ans qui a lieu en mars puis avril à domicile,.
Bouhadi commence la compétition comme capitaine et titulaire au poste d'arrière droit, mais se voit infliger un carton rouge lors du deuxième match de poule contre la Zambie,, qui l'oblige à manquer deux rencontres. Il revient comme titulaire pour la demi-finale, où le Maroc s'impose aux tirs au but face à la Côte d'Ivoire (0-0 dans le temps réglementaire),,. Après un autre match nul et vierge (victoire 4-2 aux tirs au but) face au Mali, les marocains remportent le premier titre de leur histoire dans la compétition,.

## Palmarès

### En sélection
- Maroc -17 ans
  - Coupe d'Afrique des nations
    -  Vainqueur en 2025

  - Championnat d'Afrique du Nord
    -  Médaille de bronze en 2024